# Tigridija
Tigrídija (znanstveno ime Tigridia, tigrasti cvetovi) je rod rastlin z gomolji ali brsti iz družine Iridaceae (perunikovke). Imajo velike živopisane cvetove, zato eno od vrst (Tigridia  pavonia) tudi gojijo. Rod obsega okrog petintrideset vrst, ki izvirajo iz Zahodne poloble od Mehike od Čila. Cvet tigridij je kratkotrajen, pogosto cveti le en dan, vendar pa jih je na istem steblu nemalokrat več. Korenine tigridije so užitne. 
Vrste rodu Tigridia:
- Tigridia albicans
- Tigridia alpestris
- Tigridia amatlanensis
- Tigridia atrata
- Tigridia augusta
- Tigridia azurea
- Tigridia bicolor
- Tigridia bracteolata
- Tigridia buccifera
- Tigridia catarinensis
- Tigridia chiapensis
- Tigridia chrysantha
- Tigridia coelestis
- Tigridia conchiflora
- Tigridia curvata
- Tigridia dugesii
- Tigridia durangense
- Tigridia ehrenbergii
- Tigridia estelae
- Tigridia flammea
- Tigridia flava
- Tigridia galanthoides
- Tigridia gracielae
- Tigridia grandiflora
- Tigridia hallbergii
- Tigridia herbertii
- Tigridia hintonii
- Tigridia houttei
- Tigridia huajuapanensis
- Tigridia huyanae
- Tigridia illecebrosa
- Tigridia immaculata
- Tigridia inusitata
- Tigridia x lilacea
- Tigridia lobata
- Tigridia lutea
- Tigridia mariaetrinitatis
- Tigridia martinezii
- Tigridia matudae
- Tigridia meleagris
- Tigridia mexicana
- Tigridia minuta
- Tigridia molseediana
- Tigridia morelosana
- Tigridia mortonii
- Tigridia multiflora
- Tigridia nitida
- Tigridia orthantha
- Tigridia oxypetala
- Tigridia passiflora
- Tigridia pavonia
- Tigridia pearcei
- Tigridia philippiana
- Tigridia potosina
- Tigridia pringlei
- Tigridia pugana
- Tigridia pulchella
- Tigridia purpurea
- Tigridia purpusii
- Tigridia purruchucana
- Tigridia raimondii
- Tigridia rzedowskiana
- Tigridia seleriana
- Tigridia speciosa
- Tigridia suarezii
- Tigridia tepoxtlana
- Tigridia vanhouttei
- Tigridia van-houttei
- Tigridia venusta
- Tigridia versicolor
- Tigridia violacea